# Bart De Wever
Bart Albert Liliane De Wever (Mortsel, 1970. december 21.) flamand politikus, 2004 óta az Új Flamand Szövetség (Nieuwe-Vlaamse Alliantie, N-VA) belga politikai párt elnöke. 2004 óta a flamand parlament képviselője. A 2010-es belga parlamenti választásokon vezetésével ért el nagy sikert az N-VA.

## Élete
De Wever a Leuveni Katolikus Egyetemen (Katholieke Universiteit Leuven, KUL) és az Universitaire Faculteiten Sint-Ignatius Antwerpen egyetemen végezte tanulmányait, végzettsége szerint történész. Egyetemi évei alatt lett a Liberaal Vlaams Studentenverbond (LVSV, Szabad Flamand Diákszövetség) és a Katholiek Vlaams Hoogstudentenverbond (KVHV, Katolikus Flamand Diákszövetség) tagja. Egy időben a Tegenstroom (az antwerpeni KVHV kiadványa) és az Ons Leven (a leuveni KVHV kiadványa) szerkesztője volt. Doktori disszertációját a második világháború utáni flamand nacionalista pártmozgalom történetéből írta.
Tudományos asszisztensként a KUL-en részt vett a Nieuwe Encyclopedie van de Vlaamse Beweging (A Flamand Mozgalom Új Enciklopédiája) című kiadvány összeállításában, többek között ő írta a nyelvi akcióbizottságról, a Vlaams Blok és a Vlaamse Milintanten Orde szervezetekről szóló cikkeket.
2004-ben megválasztották az Új Flamand Szövetség (Nieuwe-Vlaamse Alliantie, N-VA) belga politikai párt elnökének a szavazatok 95%-ával. Az N-VA ekkor a jóval nagyobb Kereszténydemokrata és Flamand (CD&V) párttal volt szövetségben.
2006-ban engedélyezte, hogy az ellentmondásos flamand politikus, Jean-Marie Dedecker belépjen az N-VA-ba, amire válaszul a CD&V felbontotta a választási szövetséget. De Wever-nek, hogy politikai szövetségeseit kibékítse, el kellett távolítani Dedecker-t a pártból. Ekkor számos kritika érte, de az N-VA tagsága megerősítette elnöki tisztségében.
2008-ban mégis felbomlott a választási szövetség a CD&V-vel és a 2009-es regionális választásokon egyedül indul az N-VA. A párt a szavazatok 13%-át szerezte meg, és a CD&V-vel együtt megnyerték a flamand választásokat. A két párt ismét együtt alakított kormányt, bár De Wever inkább megtartotta a pártelnöki tisztséget és az N-VA két politikusát jelölte a flamand kormány miniszteri posztjaira, illetve egy harmadik politikustársát a flamand parlament elnöki tisztségébe.
A 2010-es belga parlamenti választásokon az N-VA nagy győzelmet aratott, a flamand régióban a szavazatok közel 30%-át megszerezték, ezzel országosan is az egyik legnagyobb parlamenti párt lett (27 képviselői hellyel). De Wever személyes a legtöbb kedvezményes szavazatot kapta a flamand régióban (összesen 800 000-et). 2010. június 17-én II. Albert belga király hivatalosan felkérte De Wevert, hogy mint informateur játsszon szerepet a következő belga kormány megalakításában (az informateur találkozik a parlamenti pártok vezetőivel és felméri, hogy ki venne részt egy esetleges koalícióban, jelentése alapján kerülhet sor a tényleges koalíció megalakítására a formateur vezetésével).

## Politikai pályafutása
- A flamand parlament tagja (2004-2007)
- Belga alsóházi képviselő (2007- )
- Berchem önkormányzatának képviselője (1996-1997)
- Az N-VA elnöke (2004- )
- Az antwerpeni helyi önkormányzat tagja (2007- )

## Politikai nézetei
De Wever és pártja a flamand nacionalista mozgalom egyik képviselője. Bár nem olyan szélsőséges álláspontot képvisel, mint a szélsőjobboldali és idegengyűlölő Vlaams Belang, De Wever programjának sarkalatos pontja Flandria önállósága, a holland nyelv és kultúra támogatása, illetve a belga államszervezet mélyreható reformja.
2008-ban egy kora reggeli beszélgetőműsorban a következőket mondta a Flandria területén elő franciaajkú belgákkal kapcsolatban (akiknek a nyelvi felosztás különleges előjogokat biztosít): "Úgy gondolom, hogy nincsen franciaajkú kisebbség Flandriában, csak bevándorlók vannak, akiknek alkalmazkodni kell. A marokkóiakat és a törököket is erre kérjük. Nekik sem mondjuk, hogy Belőletek sok van, legyen hát az arab is hivatalos nyelv. Ez őrültség lenne."
1996-ban lefényképezték, hogy részt vett a francia szélsőjobboldali politikus, Jean-Marie Le Pen által rendezett konferencián. De Wever úgy magyarázta részvételét, hogy "a demokráciában mindenkinek joga van arra, hogy véleményét kifejezze, még akkor is, ha személy szerint elítélem. És én jobban szeretem értesüléseimet első kézből beszerezni, mint mások által megszűrt információt kapni."
2007 októberében, miután Antwerpen polgármestere bocsánatot kért azért, hogy a város vezetése a második világháború alatt részt vett a helyi zsidók deportálásában, azt nyilatkozta:
"Antwerpen nem szervezte meg a zsidók deportálását, hiszen maga is a náci megszállás áldozata volt... Azok, akik akkor voltak hatalmon, nehéz döntéseket voltak kénytelen meghozni egy nehéz történelmi helyzetben. Én nem találom nagyon ízlésesnek, hogy most megbélyegezzük őket." Ezért a nyilatkozatáért később bocsánatot kért az antwerpeni zsidóktól.
2008-ban nyilvánosságra hozták, hogy állandó rendőri védelem alatt áll, mivel számos halálos fenyegetést kapott (franciául beszélő ismeretlen telefonálóktól.
2009. februárban a VRT belga televíziós csatorna "A világ leginteligensebb embere" versenyén a döntősök közé került a nézők szavazatai alapján, az első helyen (minimális különbséggel) Freek Braeckman végzett.

## Magánélete
2008. január 12-én házasodott, felesége Veerle Hegge. Négy gyermekük született. 2009. július 11-én (a belgium flamand közösség napja) szimbolikusan is megerősítették polgári házasságukat a berchem-i Sint Willibrorduskerk  templomban.

## Fordítás
- Ez a szócikk részben vagy egészben  a   Bart De Wever című angol Wikipédia-szócikk fordításán alapul.  Az eredeti cikk szerkesztőit annak laptörténete sorolja fel. Ez a jelzés csupán a megfogalmazás eredetét és a szerzői jogokat jelzi, nem szolgál a cikkben szereplő információk forrásmegjelöléseként.